# Karl Hefermehl
Karl Hefermehl (* 14. Februar 1875 in Frankfurt am Main; † 19. September 1960) war ein deutscher Jurist und Präsident des Landgerichts Wiesbaden. 

## Leben
Karl Hefermehl wurde als Sohn eines Mittelschullehrers geboren. Nach dem Studium der Rechtswissenschaften an der Johann Wolfgang Goethe-Universität Frankfurt am Main legte er am 24. März 1897 die erste juristische Staatsprüfung ab und bestand am 3. April 1902 in Berlin das zweite juristische Staatsexamen.
Am 10. April 1902 zum Gerichtsassessor ernannt, war er bis 1905 als Hilfsrichter abwechselnd beim Amtsgericht und beim Landgericht Frankfurt am Main beschäftigt. Vom 1. August 1905 an war er Amtsrichter beim Amtsgericht Elsterwerda im Landgerichtsbezirk Torgau. Mit Wirkung vom 15. Juli 1909 wurde er als Landrichter an das Landgericht Berlin versetzt und am 17. Mai 1913 Geheimer Justizrat und Vortragender Rat im preußischen Justizministerium.
Seine Ernennung zum Geheimen Oberjustizrat wurde am 30. Mai 1917 ausgesprochen und nach langjähriger Tätigkeit im preußischen Justizministerium wurde er am 7. Dezember 1921 zum Landgerichtspräsidenten des Landgerichts Naumburg ernannt. Dort war er über 15 Jahre lang Vorsitzender der Berufungs- und Beschwerdekammer in Zivilsachen. 1936 wurde seinem Versetzungswunsch entsprochen und am 1. Dezember 1936 trat er seinen Dienst als Präsident des Landgerichts Wiesbaden an, wo er auch den Vorsitz in der Berufungs- und Beschwerdekammer führte. Am 13. Juli 1945 ordnete die amerikanische Militärregierung seine Entlassung aus dem Dienst an, den er am 20. Juli quittierte.
Sein Sohn Wolfgang (1906–2001) wirkte als Professor der Wirtschaftswissenschaften an der nationalsozialistischen Gesetzgebung mit, durch die Ende 1938 nach seinen eigenen Aussagen „die Judenfrage auf wirtschaftlichem Gebiet endgültig“ gelöst worden war.

## Mitgliedschaften
- Nassauischer Kunstverein Wiesbaden
- Kur- und Verkehrsverein Wiesbaden
- Verein für Nassauische Altertumskunde und Geschichtsforschung
- Goethe-Gesellschaft in Frankfurt